# Zjena kerosinsjjika
Zjena kerosinsjjika (russisk: Жена керосинщика) er en sovjetisk spillefilm fra 1988 af Aleksandr Kajdanovskij.

## Medvirkende
- Anna Mjasojedova som Olga Viktorovna
- Aleksandr Balujev som Pavel og Sergej
- Vytautas Paukste som Jurgis Petravitjus
- Sergej Veksler som Poddubnyj
- Mikhail Danilov